# Santiago de la Frontera
Santiago de la Frontera è un comune del dipartimento di Santa Ana, in El Salvador.